# Jed Metcher
Jed Metcher (Saint Elthan, 13 aprile 1990) è un pilota motociclistico australiano, ritiratosi dall'attività agonistica.
Vincitore del campionato europeo Superstock 600 nel 2011.

## Carriera
Metcher inizia la carriera da motociclista partecipando al campionato nazionale australiano, classe 125 e Supersport, dove disputa cinque stagioni complete (dal 2005 al 2010). Nel 2008 partecipa, in qualità di wild-card, al Gran Premio d'Australia del motomondiale piazzandosi ventesimo a bordo di una Honda RS 125 R.
Nel 2010 si trasferisce in Europa dove disputa una stagione completa nel campionato tedesco Superbike, in sella ad una Honda CBR1000RR piazzandosi diciassettesimo in classifica finale. Sempre nel 2010 esordisce nel campionato europeo Superstock 600 andando a disputare l'ultima gara stagionale, a Magny Cours. A bordo di una Yamaha YZF-R6 gestita dal team MTM Racing vince andando a far segnare anche il giro più veloce della gara. I punti così ottenuti gli consentono di chiudere al quindicesimo posto in classifica. Nel 2011 è pilota titolare nell'europeo Superstock 600. Con la stessa motocicletta e lo stesso team della stagione precedente. Con un passo regolare, fatto di sette piazzamenti a podio in dieci gare, tra cui una vittoria, Metcher si laurea campione europeo di categoria con un totale di 150 punti. Sempre nel 2011 disputa la gara finale del campionato Italiano Supersport chiudendola all'ottavo posto. Nel 2012 è pilota titolare nel mondiale Supersport, il team Rivamotor Junior gli affida una Yamaha R6. Disputa una stagione regolare raccogliendo quaranta punti e chiudendo al quattordicesimo posto in classifica mondiale.
Nel 2013 torna ad essere pilota titolare nel Campionato tedesco Superbike pur disputando, in qualità di wild-card, il Gran Premio di Germania nel mondiale Supersport con una Suzuki GSX-R600. Chiude la gara senza ottenere punti. Nel 2014 disputa, in qualità di pilota sostitutivo una gara nella Superstock 1000 FIM Cup a bordo di una Ducati Panigale R ottenendo il podio, in Francia a Magny Cours. Nel 2015 fa il suo esordio nel Campionato mondiale Superbike partecipando alla gara inaugurale in Australia con una Kawasaki ZX-10R. Ottiene due punti validi per la classifica mondiale. Nel 2016 disputa due gare, una nel mondiale Supersport ed una nel campionato Europeo Superstock 1000 con il team Kawasaki Puccetti Racing, senza ottenere piazzamenti a punti.

## Risultati in gara

### Motomondiale
| 2008 | Classe | Moto  |  |  |  |  |  |  |  |  |  |  |    |  |  |  |  |    |  |  | Punti | Pos. |
| ---- | ------ | ----- |  |  |  |  |  |  |  |  |  |  | -- |  |  |  |  | -- |  |  | ----- | ---- |
| 2008 | 125    | Honda |  |  |  |  |  |  |  |  |  |  | NE |  |  |  |  | 20 |  |  | 0     |      |

| Legenda | 1º posto        | 2º posto            | 3º posto            | A punti      | Senza punti        | Grassetto – Pole position Corsivo – Giro più veloce |
| Legenda | Gara non valida | Non qual./Non part. | Ritirato/Non class. | Squalificato | '-' Dato non disp. | Grassetto – Pole position Corsivo – Giro più veloce |

### Campionato mondiale Supersport
| 2012 | Moto   |    |    |     |    |    |   |   |     |     |     |    |    |    |  | Punti | Pos. |
| ---- | ------ | -- | -- | --- | -- | -- | - | - | --- | --- | --- | -- | -- | -- |  | ----- | ---- |
| 2012 | Yamaha | 11 | 15 | Rit | 11 | 13 | 7 | 8 | Rit | Rit | Rit | 15 | 14 | 10 |  | 40    | 14º  |

| 2013 | Moto   |  |  |  |  |  |  |  |  |  |    |  |  |  |  | Punti | Pos. |
| ---- | ------ |  |  |  |  |  |  |  |  |  | -- |  |  |  |  | ----- | ---- |
| 2013 | Suzuki |  |  |  |  |  |  |  |  |  | 17 |  |  |  |  | 0     |      |

| 2016 | Moto  |  |  |  |  |    |  |  |  |  |  |  |  |  |  | Punti | Pos. |
| ---- | ----- |  |  |  |  | -- |  |  |  |  |  |  |  |  |  | ----- | ---- |
| 2016 | Honda |  |  |  |  | 23 |  |  |  |  |  |  |  |  |  | 0     |      |

| Legenda | 1º posto        | 2º posto            | 3º posto           | A punti      | Senza punti        | Grassetto – Pole position Corsivo – Giro più veloce |
| Legenda | Gara non valida | Non qual./Non part. | Ritirato/Non class | Squalificato | '-' Dato non disp. | Grassetto – Pole position Corsivo – Giro più veloce |

### Campionato mondiale Superbike
| 2015 | Moto   |    |     |  |  |  |  |  |  |  |  |  |  |  |  |  |  |  |  |  |  |  |  |  |  |  |  |  |  | Punti | Pos. |
| ---- | ------ | -- | --- |  |  |  |  |  |  |  |  |  |  |  |  |  |  |  |  |  |  |  |  |  |  |  |  |  |  | ----- | ---- |
| 2015 | Suzuki | 14 | Rit |  |  |  |  |  |  |  |  |  |  |  |  |  |  |  |  |  |  |  |  |  |  |  |  |  |  | 2     | 33º  |

| Legenda | 1º posto        | 2º posto            | 3º posto           | A punti      | Senza punti        | Grassetto – Pole position Corsivo – Giro più veloce |
| Legenda | Gara non valida | Non qual./Non part. | Ritirato/Non class | Squalificato | '-' Dato non disp. | Grassetto – Pole position Corsivo – Giro più veloce |